# Libertas Trogylos Basket 1991-1992
La stagione 1991-1992 della Libertas Trogylos Basket è stata la sesta consecutiva disputata in Serie A1 femminile.
Sponsorizzata dall'Isab Energy, la società siracusana si è classificata al quarto posto nella massima serie; ai play-off è stata eliminata in semifinale dalle campionesse di Como.

## Verdetti stagionali
Competizioni nazionali
- Serie A1:

stagione regolare: 4º posto su 16 squadre (19-11);
play-off: eliminata in semifinale da Como (3-2).
Competizioni internazionali
- Coppa Ronchetti:

finalista, sconfitto da Vicenza (9-4 e un pareggio).

## Rosa
| Giocatrici |
| ---------- |

| N° | Naz.                   | Ruolo | Sportivo               | Anno | Alt. |  |
| -- | ---------------------- | ----- | ---------------------- | ---- | ---- |  |
| 4  | Italia (bandiera)      | A     | Cristina Rivellini     | 1970 | 182  |  |
| 5  | Italia (bandiera)      |       | Roberta Gitani         | 1963 |      |  |
| 6  | Italia (bandiera)      |       | Elisabetta Pasini      | 1967 |      |  |
| 7  | Italia (bandiera)      | PG    | Susanna Bonfiglio      | 1974 | 178  |  |
| 10 | Stati Uniti (bandiera) | G     | Beverly Williams       | 1965 | 175  |  |
| 12 | Italia (bandiera)      |       | Cinzia Genualdo        | 1968 |      |  |
| 13 | Italia (bandiera)      | C     | Pina Tufano            | 1965 | 201  |  |
| 14 | Italia (bandiera)      | G     | Sofia Vinci            | 1966 | 175  |  |
| 15 | Bulgaria (bandiera)    | AC    | Polina Cekova          | 1968 | 193  |  |
|    | Italia (bandiera)      |       | Mara Nimis             | 1969 |      |  |
|    | Italia (bandiera)      |       | Raffaella Quattrocchio | 1974 |      |  |
|    | Italia (bandiera)      |       | Patrizia Schiavone     | 1966 |      |  |

| Staff tecnico             |
| ------------------------- |
| Allenatore: Santino Coppa |

## Statistiche

### In campionato
| Giocatrice   | Gare | Punti | Minuti | Tiri da due | Tiri da due | Tiri da due | Tiri da tre | Tiri da tre | Tiri da tre | Tiri liberi | Tiri liberi | Tiri liberi | Rimbalzi | Rimbalzi | Palle | Palle | Assist | Val. |
| Giocatrice   | Gare | Punti | Minuti | R           | T           | %           | R           | T           | %           | R           | T           | %           | O        | D        | P     | R     | Assist | Val. |
| ------------ | ---- | ----- | ------ | ----------- | ----------- | ----------- | ----------- | ----------- | ----------- | ----------- | ----------- | ----------- | -------- | -------- | ----- | ----- | ------ | ---- |
| Williams     | 30   | 662   | 1125   | 260         | 406         | 64,0        | 1           | 4           | 25,0        | 139         | 181         | 76,8        | 57       | 120      | 81    | 109   | 19     | 695  |
| Tzekova      | 29   | 602   | 1012   | 198         | 372         | 53,2        | 28          | 55          | 50,9        | 122         | 169         | 72,2        | 76       | 204      | 75    | 50    | 18     | 627  |
| Tufano       | 30   | 237   | 927    | 94          | 201         | 46,8        | 0           | 1           | 0,0         | 49          | 80          | 61,3        | 51       | 131      | 29    | 64    | 7      | 322  |
| Rivellini    | 30   | 212   | 660    | 39          | 95          | 41,1        | 35          | 103         | 34,0        | 29          | 46          | 63,0        | 9        | 13       | 32    | 37    | 4      | 102  |
| Genualdo     | 30   | 168   | 654    | 57          | 94          | 60,6        | 0           | 1           | 0,0         | 54          | 80          | 67,5        | 10       | 8        | 35    | 30    | 5      | 122  |
| Bonfiglio    | 30   | 133   | 352    | 43          | 99          | 43,4        | 3           | 14          | 21,4        | 38          | 51          | 74,5        | 6        | 18       | 27    | 26    | 7      | 83   |
| Gitani       | 29   | 87    | 553    | 15          | 31          | 48,4        | 13          | 51          | 25,5        | 18          | 32          | 56,3        | 2        | 24       | 34    | 74    | 16     | 101  |
| Vinci        | 26   | 71    | 306    | 21          | 48          | 43,8        | 3           | 9           | 33,3        | 20          | 37          | 54,1        | 2        | 18       | 18    | 18    | 1      | 42   |
| Pasini       | 30   | 63    | 351    | 24          | 56          | 42,9        | 2           | 4           | 50,0        | 9           | 14          | 64,3        | 1        | 7        | 13    | 14    | 2      | 35   |
| Schiavone    | 23   | 3     | 35     |             | 0           |             | 1           | 2           | 50,0        | 0           | 0           |             | 0        | 1        | 1     | 0     | 0      | 2    |
| Quattrocchio | 9    | 2     | 25     | 1           | 3           | 33,3        | 0           | 0           |             | 0           | 0           |             | 0        | 1        | 1     | 1     | 0      | 1    |